# Football Club Djidé
Maillots
Le Djidé Divo est un club de football ivoirien basé à Divo, dans le centre du pays. Il joue dans le championnat de Côte d'Ivoire féminin.